# Gnamptopteryx cymatia
Gnamptopteryx cymatia là một loài bướm đêm trong họ Geometridae.